# 11150 Bragg
11150 Bragg è un asteroide della fascia principale. Scoperto nel 1997, presenta un'orbita caratterizzata da un semiasse maggiore pari a 2,4471660 au e da un'eccentricità di 0,1478396, inclinata di 2,93991° rispetto all'eclittica.
L'asteroide è dedicato al fisico britannico William Lawrence Bragg.